# Buřňák severní
Buřňák severní (Puffinus puffinus syn. Procellaria Puffinus) je středně velký druh mořského ptáka z čeledi buřňákovití, z rodu Puffinus.

## Taxonomie

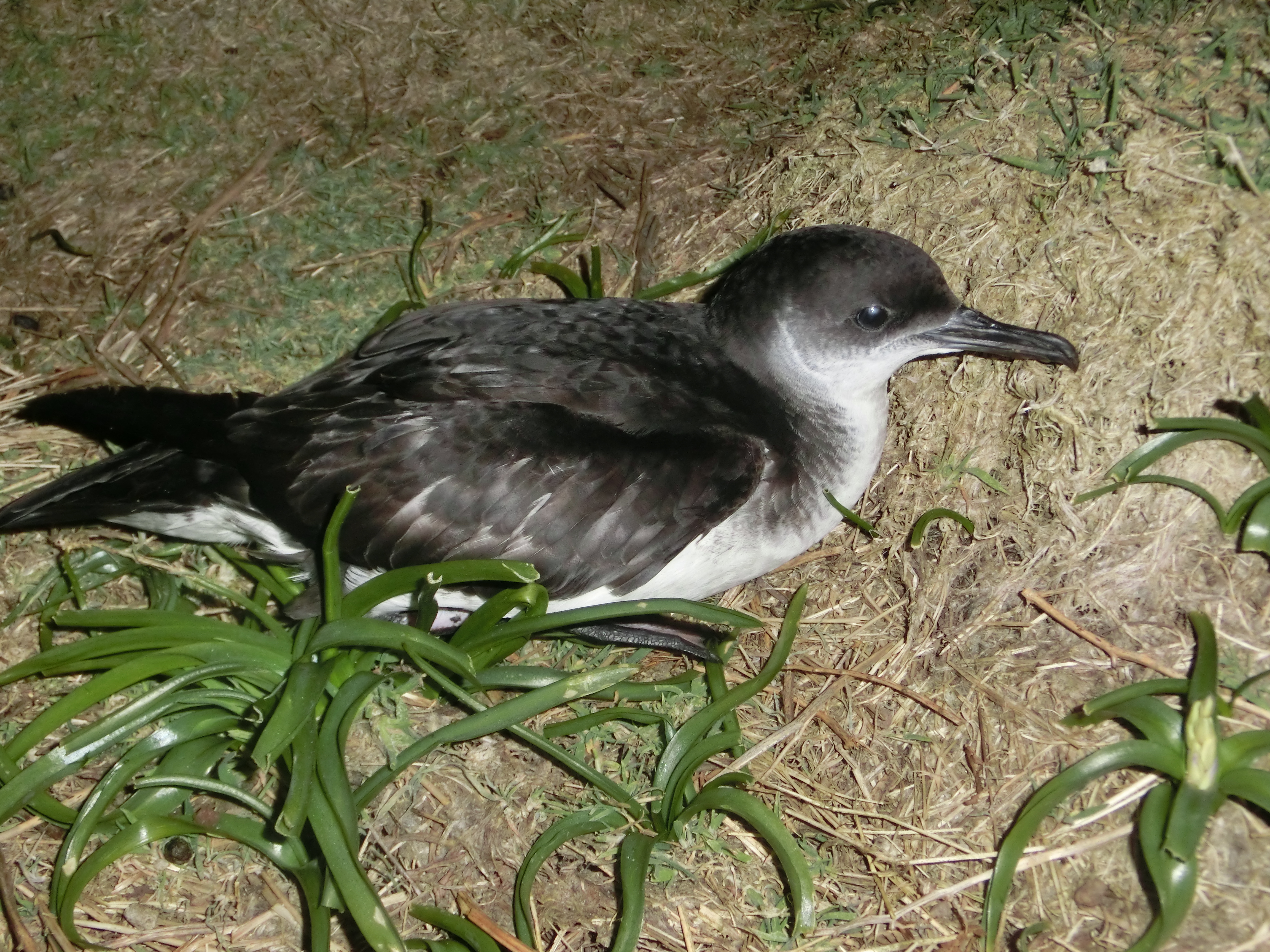

Čeleď buřňákovitých zahrnuje přes sto druhů středních a velkých mořských ptáků, které spojují krom vzhledu a historie i některé prvky v jejich chování, například hnízdění, které u většiny druhů probíhá ve stejnou dobu. Rod Puffinus je druhý nejpočetnější z této čeledi, hned za rodem Pterodroma. Je zde i několik druhů, které byly dříve označovány jako poddruhy právě buřňáka severního. Jedním z nich je například buřňák středomořský, dále také buřňák baleárský, buřňák Huttonův nebo kriticky ohrožený buřňák Townsendův. S buřňákem severním byli úzce spjaty i tři již vyhynulé druhy buřňáků; Puffinus olsoni, Puffinus holeae a Puffinus spelaeus.
Buřňáka severního poprvé popsal dánský zoolog Morten Thrane Brünnich pod latinským názvem Procellaria Puffinus roku 1764. Současný latinský rodový název Puffinus pochází ze slova "Puffin", které označovalo severský pokrm připravovaný mladých buřňáků. Toto jídlo bylo pokládáno za delikatesu, dnes se ale již nedělá.

Sítnice buřňáků severních

## Výskyt a populace

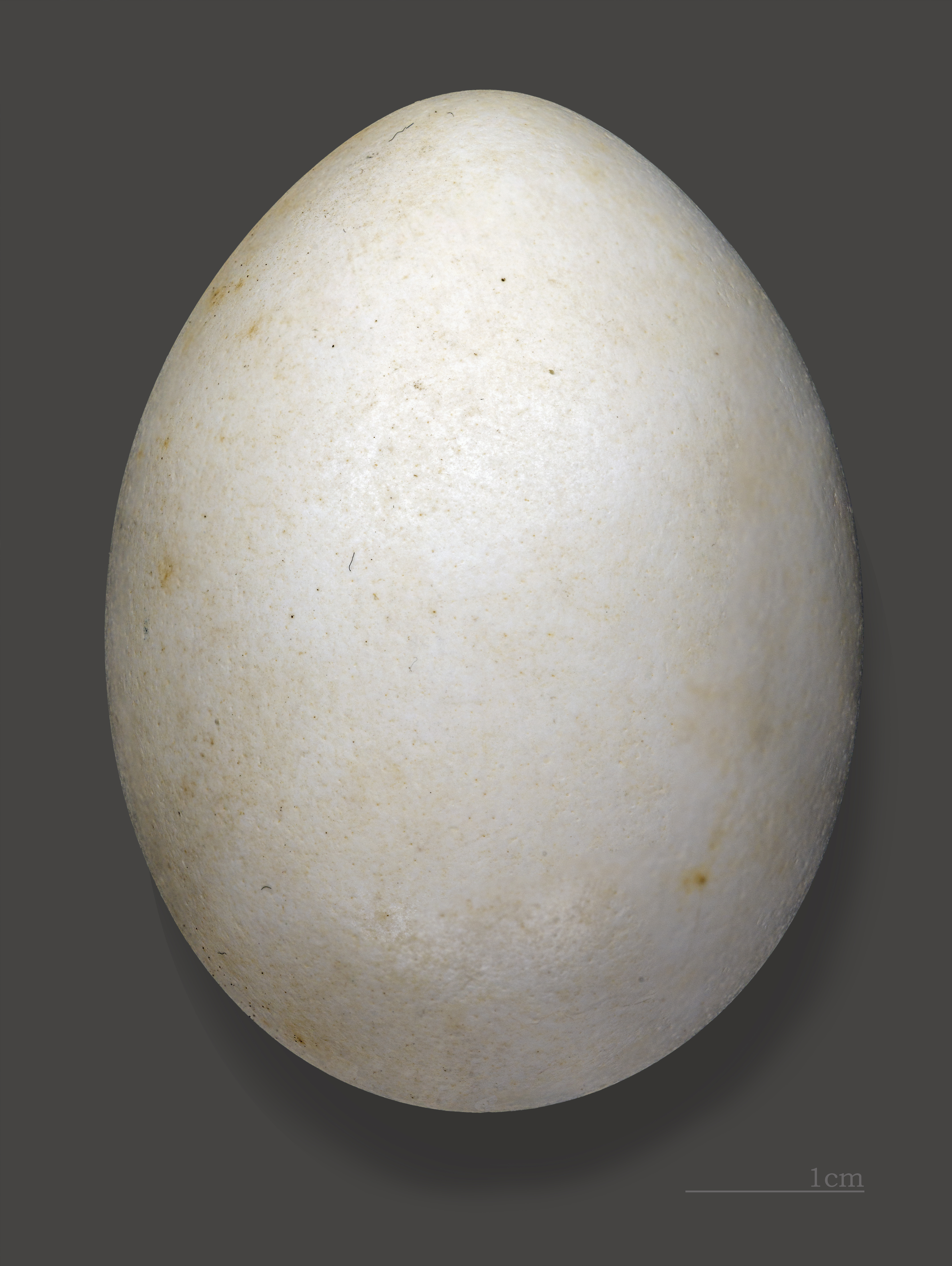
Vejce.

Buřňák severní je mořský pták, který běžné létá ve výšce okolo 10m nad mořskou hladinou. Hnízdí v norách na malých ostrovech, které navštěvuje pouze v noci.
Jeho hnízdní kolonie jsou na severu Atlantského oceánu, ve Velké Británii, Irsku, na Islandu, na Faerských ostrovech, ve Francii, na Normanských ostrovech, na Azorách, Kanárských ostrovech a Madeiře. Mezi nejvýznamnější kolonie s populací vyšší než 300 tisíc párů jsou na ostrovech mimo Wales, Skotsko a Irsko. Tři čtvrtiny britských a irských ptáků se množí jen třech ostrovech; Skomeru, Skokholmu a Rùmu. Kolem 7 až 9 tisíc párů buřňáků severních hnízdí na Islandu s nejméně 15 ticíc párů na Faerských ostrovech. Jiné hnízdní populace se pohybují v řádu desítek, maximálně stovek. V roce 1973 tito ptáci poprvé hnízdili i v Severní Americe.
Buřňáci severní přezimovávají v Jižní Americe, především v Brazílii a Argentině, výjimečně také v jižní Africe.

## Popis
Buřňák severní je 30 až 38 cm dlouhý pták s rozpětím křídel 76 až 89 cm. Váží 350–575 g. Při letu připomíná kříž, především díky tomu, že křídla jsou vůči tělu v úhlu 90 °. Četné snímky také zachycují buřňáka severního jak jedním křídlem víří vodu. Buřňáci jsou, podobně jako třeba racci, poměrně hluční ptáci, obzvláště v období hnízdění, a většinou se ozývají sérií ostrých "výkřiků". Matky svá mláďata nepoznávají podle hlasu.

### Smysly
Buřňáci mají krom dobrého zrak vyvinutý i čich, který je lepší než u jiných mořských ptáků. Co se týče zraku, pak se jim pro jejich potřeby vyvinula speciální citlivá sítnice s univerzálním rozmístěným gangliových buněk. Stejně jako u většiny savců i gangliové buňky buřnáků severích mají receptivní pole typu střed–okolí typu M, tedy jsou větší, mají širší receptivní pole a rychlejší přenos akčního potenciálu po axonu. Jsou citlivější na málo kontrastní podněty. Mají také jednu foveolu a v pecten oculi je velké množství cév. Rohovka je zakřivená na 1,6 °, pro srovnání: holub skalní má zakřivení rohovky pouze 0,4 °.